# Jessica Cressy
Jessica Cressy (* 14. April 1990 in Paris) ist eine französische Schauspielerin, die vor allem durch ihre weibliche Hauptrolle in dem Spielfilm Martin Eden bekannt geworden ist. Des Weiteren wirkte sie unter anderem in dem 2019 gedrehten Musikvideo Oi Marì des italienischen Sängers Liberato mit.

## Filmografie (Auswahl)
- 2015: Lolo – Drei ist einer zu viel (Lolo)
- 2019: Martin Eden
- 2019: The App
- 2020: Calibro 9